# Аксумавит Эмбайе
Аксумавит Эмбайе — эфиопская легкоатлетка, которая специализируется в беге на 1500 метров. На чемпионате мира среди юниоров 2012 года заняла 7-е место.

## Карьера
1 февраля 2014 года заняла 3-е место на Weltklasse in Karlsruhe с результатом 4.08,88. На чемпионате мира в Сопоте выиграла серебряную медаль с личным рекордом — 4.07,12.
31 января 2015 года заняла 2-е место на соревнованиях Weltklasse in Karlsruhe, установив личный рекорд 4.02,92. Регулярно выступает на этапах Бриллиантовой лиги. На Qatar Athletic Super Grand Prix 6-е место — 4.04,18, Prefontaine Classic 5-е место — 4.03,00, Golden Gala 15-е место — 4.10,02, на Herculis 13-е место — 4.09,12.  	